# Pensionaris van Rotterdam
Pensionaris van Rotterdam, stadsadvocaat of stadspensionaris was de voornaamste adviseur in dienst van de stad Rotterdam ten tijde van de Zeventien Provinciën en de Republiek der Zeven Verenigde Nederlanden. Na de afzetting en veroordeling van Hugo de Groot in 1618 was er enige jaren geen pensionaris en vanaf 1622 benoemde Rotterdam een burgemeester. 
De pensionaris werd aangesteld door de Vroedschap van Rotterdam na algehele stemming.
| Pensionaris                    | Periode   |
| ------------------------------ | --------- |
| IJsbrant Pietersz              | 1508-1526 |
| Joost Jansz Spyekoort          | 1526-1543 |
| Direk Pel                      | 1543-1549 |
| Roelant van Schapesteyn        | 1549-1559 |
| Matthijs Jansz Barck           | 1559-1565 |
| Hugo Huyssen van de Goes       | 1565-1572 |
| Gerard Doedesz                 | 1572-1575 |
| Adriaen W. van de Chys         | 1575-1576 |
| Johan van Oldenbarnevelt       | 1576-1586 |
| Elias van Oldenbarnevelt       | 1586-1612 |
| Hugo de Groot                  | 1613-1618 |
| Simon van Beaumont             | 1634-1649 |
| Johan Moons                    | 1649-1655 |
| Gijsbert Rudolphi van Nideck   | 1656-1669 |
| Pieter de Groot                | 1670-1672 |
| Johan Kievit                   | 1672-1673 |
| Samuel Beyer                   | 1673-1692 |
| Bastiaen Schepers              | 1678-1692 |
| Isaäc van Hoornbeek            | 1692-1720 |
| Cornelis de Jonge van Ellemeet | 1707-1720 |
| Cornelis Boey                  | 1720-1736 |
| Lambert van Neck               | 1736-1746 |
| Abraham van Ruster             | 1746-1748 |
| Nicolaus Montauban             | 1748-1753 |
| Gerard Meerman                 | 1748-1766 |
| Thomas Hoog                    | 1766-1768 |
| Herman Nederburgh              | 1769-1788 |
| Gijsbert Karel van Hogendorp   | 1788-1795 |